# Barre de l'Isle
Barre de l'Isle es una localidad de Santa Lucía, que forma parte de los distritos de Castries y Dennery.